# Peter Rendant
Peter Rendant (* 9. November 1944) ist ein ehemaliger deutscher Fußballspieler, der für Alemannia 90 Berlin, 1. FC Neukölln und Blau-Weiß 90 Berlin von 1967 bis 1973 in der Regionalliga Berlin insgesamt 209 Ligaspiele absolviert und dabei 81 Tore erzielt hat. Der Offensivspieler hat in der Saison 1968/69 in der Regionalliga Berlin, als er mit dem 1. FC Neukölln den 6. Rang belegte, mit 25 Treffern die Torschützenliste angeführt. In der Saison 1972/73 gewann er mit Blau-Weiß 90 die Meisterschaft in Berlin. In der Bundesligaaufstiegsrunde 1973 absolvierte er alle acht Spiele und erzielte einen Treffer.

## Laufbahn

### Alemannia 90 und 1. FC Neukölln, bis 1972
Mit Alemannia 90 stieg Rendant in der Saison 1966/67 aus dem Berliner Amateurlager in die zweitklassige Regionalliga auf. Der Klassenerhalt glückte 1967/68 mit dem Erreichen des 10. Ranges und dazu hatte der zumeist auf Halblinks auflaufende Angreifer in 29 Rundeneinsätzen 15 Tore für die Blau-Gelben aus Reinickendorf-Ost erzielt. Meister und Vizemeister wurden die überlegen die Tabelle anführenden Teams von Hertha BSC und Tennis Borussia. Den „Veilchen“ trotzte Alemannia vor 1.382 Zuschauern am 29. September 1967 ein 3:3-Heimremis ab, das gleiche glückte am 11. Februar 1968 gegen Meister Hertha BSC mit einem 0:0 vor 1.429 Zuschauern, als Hans-Günter Schimmöller, der Ex-Herthaner, einen großen Tag als Abwehr-Stratege der Alemannen hatte.
Im Sommer 1968 wechselte Rendant zum 1. FC Neukölln. Es folgten vier erfolgreiche Jahre beim Team vom Hertzberg-Platz an der Sonnenallee. Von 1968 bis 1972 absolvierte der vielseitig im Angriff verwendbare Spieler insgesamt 122 Ligaeinsätze für Neukölln und erzielte dabei 54 Tore. Gekrönt wurden die vier Runden durch den Gewinn der Torjägerkrone 1968/69 mit 25 Treffern. Der 1. FC erreichte den 6. Rang, deutlich hinter der Spitzengruppe um Meister Hertha Zehlendorf, Vize Tasmania 1900 und den nachfolgend rangierenden Tennis Borussia, Wacker 04 und dem Spandauer SV. In den Heimspielen hatten Rendant – er war in allen 30 Ligaspielen aufgelaufen – und seine Mannschaftskollegen wie Sven Arff, Hartmut Clavey (18 Tore), Detlef Gutkäß, Hans Heisig, Bernd Meißner und Bernd Miethke mit 52:31 Toren beachtliche 21:9 Punkte geholt. Rendant war ein Elfmeterspezialist und erzielte vom Punkt mehrere Tore. Seinen Torrekord stellte er am 27. April 1969 beim 11:1-Heimsieg mit sechs Treffern gegen die Reinickendorfer Füchse auf. Mit seinem 24. und 25. Treffer beim 3:2-Heimerfolg gegen Blau-Weiß 90 beendete er am 7. Mai 1969 seine Torausbeute.
Reinhardt Lindner (22 Tore) und Manfred Greif (21 Tore), beides Angreifer von Wacker 04, folgten in der Torjägerliste auf den Plätzen zwei und drei. Bei Meister Zehlendorf führte Libero Uwe Kliemann mit 14 Treffern vor Helmut Faeder und Wolfgang Sühnholz die interne Torschützenliste an. Beim Vizemeister Tasmania zeichnete sich Bernd Langholz (15) und Jonny Egbuono (14) als bestplatzierter Torschütze aus und beim Tabellendritten TeBe erzielte Lutz Steinert mit 17 Treffern die meisten Tore für die „Veilchen“.
Als der 1. FC Neukölln 1970/71 nur denkbar knapp – punktgleich mit Absteiger SC Staaken – den Klassenerhalt bewerkstelligte, waren die 17 Treffer im Rundenverlauf von Peter Rendant dabei wesentlicher Bestandteil zum Regionalligaverbleib. Im Sommer 1972 nahm er die Offerte von Blau-Weiß 90 Berlin an und spielte künftig an der Mariendorfer Ullsteinstraße.

### Blau-Weiß 90 Berlin, 1972 bis 1975
Für die vorletzte Regionalliga-Saison hatte man sich im Vorsitzenden-Kollegium eine Neuheit einfallen lassen. Es wurden zuerst auf ganz orthodoxe Art zwei Runden zu je elf Spielen absolviert. Dann teilte man die Zwölfer-Liga in zwei Gruppen. Die „oberen Sechs“ ermittelten in einer doppelten Hin- und Rückrunde den 75. Berliner Meister und den zweiten Berliner Teilnehmer an der Bundesligaaufstiegsrunde. Die „unteren Sechs“ spielten unter sich die beiden Absteiger aus. Nach Schluss der beiden Halbserien war es in der Zwölfer-Tabelle zu folgender Trennung der Vereine gekommen: oben gruppierten sich im Kampf um die Meisterschaft Blau-Weiß 90, Wacker 04, Tasmania 1900, Tennis Borussia, Hertha Zehlendorf und BSV 92, unten stritten gegen den Abstieg Rapide Wedding, Spandauer SV, 1. FC Neukölln, Alemannia 90, BFC Preußen und Rot-Weiß Neukölln.
Blau-Weiß behielt die Führung noch über vier der zusätzlichen zehn Runden, wurde dann von Wacker mit den herausragenden Akteuren Hans-Joachim Altendorff und Horst Lunenburg abgelöst, holte sich die Spitze noch einmal, verlor sie prompt eine Runde vor Schluss und gewann dann doch noch die Meisterschaft! „Für mich war es der größte Erfolg meiner Laufbahn als Trainer!“ Das sagte Herbert „Spinne“ Siegert zur Berliner Meisterschaft der von ihm betreuten Elf von Blau-Weiß 90. Mit 48:16 gegenüber 47:17 Punkten setzte sich Blau-Weiß 90 gegenüber Wacker 04 durch und wurde Meister. Das vorletzte Spiel wurde mit 0:2 gegen den Rivalen verloren, aber am Schlusstag glückte mit einem 4:2 bei Hertha Zehlendorf – Rendant erzielte zusammen mit Karl-Heinz Hausmann, Harry Schulz und Detlef Szymanek die Treffer – die Meisterschaft, da die Wacker-Truppe zu Hause sensationell 0:5 gegen Tennis Borussia verlor. Rendant hatte zum Meisterschaftsgewinn in 31 Ligaeinsätzen neun Tore erzielt und war jetzt in das Mittelfeld neben Hausmann und Bernd Erdmann gewechselt. Der junge Stürmer Szymanek hatte für das Team von Präsident Manfred Kursawa in 24 Ligaeinsätzen 19 Tore beigesteuert. In die BL-Aufstiegsrunde startete der Berlin Meister am 25. Mai mit einer deklassierenden 0:7-Schlappe beim späteren Aufsteiger Fortuna Köln. Mit 2:14 Zählern belegten die Mannen um Rendant am Ende den letzten Gruppenplatz. Im letzten Jahr der alten zweitklassigen Regionalliga, 1973/74, rangierte Blau-Weiß 90 auf dem 3. Rang; Rendant war in 27 Meisterschaftsspielen aufgelaufen und hatte nochmals drei Tore erzielt. Er ging noch 1974/75 mit in die Amateurliga Berlin und trug mit 15 Toren zum Erreichen des 4. Ranges bei.